# Panchen-lama

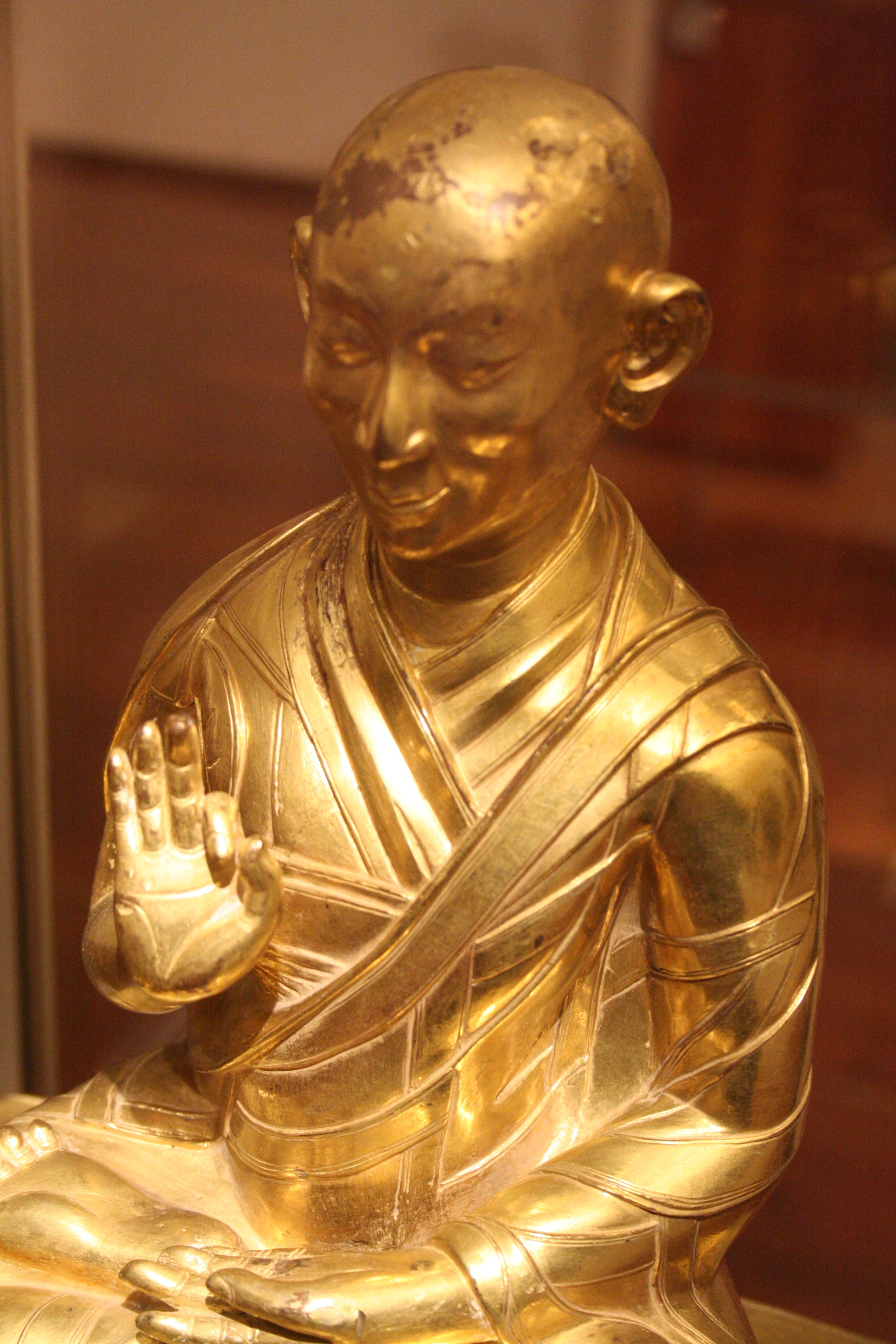
Statue représentant Lobsang Chökyi Gyaltsen, quatrième panchen-lama.

La lignée des panchen-lamas est une lignée de réincarnation importante dans l'histoire du Tibet, abbés du monastère de Tashilhunpo. Le panchen-lama est le deuxième plus haut chef spirituel du bouddhisme tibétain, et un lama guélougpa. Il se situe juste après le dalaï-lama dans ce système hiérarchique. L'origine du mot panchen est la contraction de deux mots : pandita, qui signifie « érudit » en sanskrit et chenpo, qui signifie « grand » en tibétain. Panchen se traduit donc par « grand érudit ». Lama signifie « maître spirituel ».
Le panchen-lama est considéré comme une émanation du Bouddha Amitabha (« de lumière infinie »), alors que le dalaï-lama est considéré comme une émanation du bodhisattva de la compassion, Avalokiteshvara. D'après Jeffrey Hopkins, « Le Dalaï-Lama est le dirigeant spirituel et politique du Tibet, tandis que le Panchen-Lama est le chef de la région de Shigatsé ».
Actuellement, il existe deux candidats à la succession du panchen-lama : en effet, Gedhun Choekyi Nyima, reconnu par le quatorzième dalaï-lama, fut détenu par le gouvernement chinois, qui désigna Gyancain Norbu à la place.

## Étymologie et dénominations
Le terme panchen-lama a une étymologie sanskrite et tibétaine. Panchen est la contraction de deux mots : pandita, qui signifie « érudit » en sanskrit et chenpo, qui signifie « grand » en tibétain ; panchen se traduit donc par « grand érudit ». Lama signifie « maître spirituel ».
Le panchen-lama (tibétain : པན་ཆེན་བླ་མ, Wylie : pan-chen bla-ma, pinyin tibétain : Bainqên Lama, chinois simplifié : 班禅喇嘛 ; chinois traditionnel : 班禪喇嘛 ; pinyin : bānchán lǎma), est aussi appelé tashi-lama, panchen erdeni (tibétain : པན་ཆེན་ཨེར་ཏེ་ནི།, Wylie : pan chen er te ni, pinyin tibétain : Bänqên Erdê'ni ; 班禅额尔德尼 / 班禪額爾德尼, bānchán éěrdéní ; mongol : ᠪᠠᠨᠴᠧᠨ
ᠡᠷᠳᠡᠨᠢ, VPMC : banchën erdeni, cyrillique : банчин эрдэнэ, MNS : banchin erdene, du mongol Erdeni (mongol : ᠡᠷᠳᠡᠨᠢ, VPMC : erdeni, cyrillique : эрдэнэ, MNS : erdene, brillant, joyau, ou trésor)) ou panchen-bogd, également orthographié panchen-bogda, panchen-bogdo (mongol : ᠪᠠᠨᠴᠧᠨ
ᠪᠣᠭᠳᠠ, VPMC : banchën bogda, cyrillique : банчин богд, MNS : banchin bogd, Bogd étant un terme mongol (mongol : ᠪᠣᠭᠳᠠ, VPMC : bogda, cyrillique : богд, MNS : bogd, saint, sacré)).

## Origine et ambiguïté sur le titre de quatrième ou premier panchen-lama
Vers le début du XVe siècle, Tsongkhapa fonda la tradition bouddhiste appelée guélougpa. Vers 1445, son étudiant et Gendun Drup, le premier dalaï-lama, construisirent le grand monastère de Tashilhunpo à l'ouest de Lhassa, à Shigatsé. Gendun Drup avait déjà reçu le titre de panchen d'un érudit tibétain contemporain, Bodong Choklay Namgyel, après qu'il eut répondu avec succès à toutes les questions du sage. Les abbés successifs du monastère de Tashilhunpo furent tous appelés à sa suite panchen. Puis, au XVIIe siècle, le cinquième dalaï-lama (1617-1682), fit don du monastère de Tashilhunpo à son professeur, Lobsang Chökyi Gyaltsen. Appelé panchen en tant qu'abbé du monastère (15e), il reçut le titre distinctif de panchen-lama à sa mort, quand le cinquième dalaï-lama annonça qu'il renaîtrait et que l'enfant lui succéderait.
En 1645, le Mongol qoshot Güshi Khan, après avoir aidé le cinquième dalaï-lama à éliminer ses opposants et s'être proclamé roi du Tibet, conféra le titre de panchen-bogd à son maître, Lobsang Chökyi Gyaltsen.
Pour Anne Chayet, quand le 5e dalaï-lama céda le monastère de Tashilhunpo à Lobsang Chökyi Gyaltsen, ses réincarnations succédèrent aux abbés de ce monastère, lesquels détenaient le titre de panchen, forme tibétaine du mot indien mahâ-pandita signifiant 'grand lettré'.
Le titre de panchen-lama fut également appliqué rétroactivement aux trois incarnations précédentes de Lobsang Chökyi Gyaltsen, bien qu'ils n'aient pas appartenu au monastère de Tashilhunpo. Son successeur devint donc le cinquième panchen-lama. Depuis lors, il est convenu que le dalaï-lama et le panchen-lama participent chacun à l'identification du successeur de l’autre.

## Liste des panchen-lama
|     | Nom                                      | Date de naissance et décès | Tibetain/Wylie/Pinyin tibétain | Autres transcriptions |
| --- | ---------------------------------------- | -------------------------- | --- | --- |
| 1er | Khedrup Je                               | 1385–1438                  | མཁས་གྲུབ་རྗེ། Mkhas-grub Rje,་ མཁས་གྲུབ་དགེ་ལེགས་དཔལ་བཟང་པོ།, Mkhas-grub Dge-legs Dpal-bzang-po, Kaichub Gêlêg Baisangbo                         | Khädrup Je, Khedrup Gelek Pelsang, Kedrup Geleg Pelzang, Khedup Gelek Palsang, Khedrup Gelek Pal Sangpo                             |
| 2e  | Sönam Choklang                           | 1438–1505                  | བསོད་ནམས་ཕྱོགས་ཀྱི་གླང་པོ།, Bsod-nams Phyogs-glang, Soinam Qoilang,་ བསོད་ནམས་ཕྱོགས་ཀྱི་གླང་པོ, ་ Bsod-nams Phyogs-kyi Glang-po, Soinam Qoigyi Langbo | Sonam Choglang, Soenam Choklang |
| 3e  | Ensapa Lobsang Döndrup                   | 1505–1568                  | དབེན་ས་པ་བློ་བཟང་དོན་གྲུབ།, Dben-sa-pa Blo-bzang Don-grub, Wênsaba Lobsang Toinchub                                                           | Gyalwa Ensapa, Ensapa Lozang Döndrup, Ensapa Losang Dhodrub                                                                         |
| 4e  | Lobsang Chökyi Gyaltsen                  | 1570–1662                  | བློ་བཟང་ཆོས་ཀྱི་རྒྱལ་མཚན།, Blo-bzang Chos-kyi Rgyal-mtsha, Lobsang Qoigyi Gyaicain                                                             | Losang Chökyi Gyältsän, Lozang Chökyi Gyeltsen, Lobsang Chökyi Gyaltsen, Lobsang Choekyi Gyaltsen, Lobsang Choegyal, Losang Chögyan |
| 5e  | Lobsang Yeshe                            | 1663–1737                  | བློ་བཟང་ཡེ་ཤེས།, Blo-bzang Ye-shes, Lobsang Yêxê                                                                                            | Lobsang Yeshi, Losang Yeshe |
| 6e  | Lobsang Palden Yeshe                     | 1738–1780                  | བློ་བཟང་དཔལ་ལྡན་ཡེ་ཤེས།, Blo-bzang Dpal-ldan Ye-shes, Lobsang Baidain Yêxê                                                                   | Palden Yeshe, Palden Yeshi |
| 7e  | Palden Tenpai Nyima                      | 1782–1853                  | དཔལ་ལྡན་བསྟན་པའི་ཉི་མ།, Dpal-ldan Bstan-pa'i Nyi-ma, Dainbai Nyima                                                                          | Tänpä Nyima, Tenpé Nyima, Tempai Nyima, Tenpey Nyima                                                                                |
| 8e  | Tenpai Wangchuk                          | 1855?–1882                 | བསྟན་པའི་དབང་ཕྱུག, Bstan-pa'i Dbang-phyug, Dainbai Wangqug                                                                                  | Tänpä Wangchug, Tenpé Wangchuk, Tempai Wangchuk, Tenpey Wangchuk                                                                    |
| 9e  | Thubten Chökyi Nyima                     | 1883–1937                  | ཐུབ་བསྟན་ཆོས་ཀྱི་ཉི་མ།, Thub-bstan Chos-kyi Nyi-ma, Tubdain Qoigyi Nyima                                                                      | Choekyi Nyima, Thubtän Chökyi Nyima                                                                                                 |
| 10e | Lobsang Trinley Lhündrub Chökyi Gyaltsen | 1938–1989                  | བློ་བཟང་ཕྲིན་ལས་ལྷུན་གྲུབ ཆོས་ཀྱི་རྒྱལ་མཚན།, Blo-bzang Phrin-las Lhun-grub Chos-kyi Rgyal-mtshan, Lobsang Chinlai Lhünchub Qoigyi Gyaicain           | Choekyi Gyaltsen, Chökyi Gyeltsen, Choekyi Gyaltse, Trinley Choekyi Gyaltsen, Lozang Trinlä Lhündrup Chökyi Gyältsän                |
| 11e | Gedhun Choekyi Nyima                     | 1989–                      | དགེ་འདུན་ཆོས་ཀྱི་ཉི་མ།, Dge-'dun Chos-kyi Nyi-ma, Gêdün Qoigyi Nyima                                                                          | Gendün Chökyi Nyima, Gendhun Choekyi Nyima                                                                                          |
| 11e | Gyancain Norbu                           | 1990–                      | ཆོས་ཀྱི་རྒྱལ་པོ, Chos-kyi Rgyal-po, Gyaincain Norbu                                                                                           | Choekyi Gyalpo, Chökyi Gyälbo, Gyaincain Norbu, Gyaltsen Norbu, Qoigyijabu                                                          |

## Controverse du onzième panchen-lama

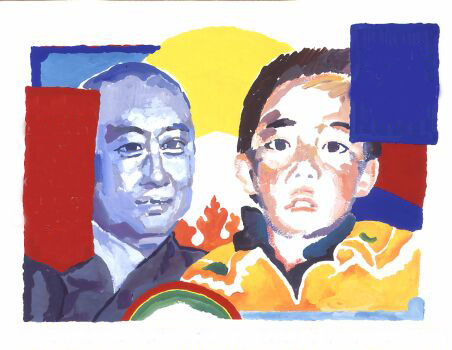
Dixième et onzième panchen-lamas, Lobsang Trinley Lhündrub Chökyi Gyaltsen et Gendhun Choekyi Nyima. Gouache du peintre Claude-Max Lochu.

Le 28 janvier 1989, dans son monastère de Tashilhunpo, à Shigatse au Tibet, le dixième panchen-lama, Choekyi Gyaltsen, meurt d'une crise cardiaque, à l’âge de 50 ans. Les Tibétains disent qu'il a été empoisonné quelques jours après son discours historique critiquant la politique chinoise et affirmant sa loyauté envers le dalaï-lama,. Le panchen-lama avait notamment déclaré que le progrès apporté au Tibet par la Chine ne saurait compenser la somme de destructions et de souffrance infligée au peuple tibétain. Après sa disparition, le Parti communiste chinois chargea Chadrel Rinpoché, le responsable du monastère du Tashilhunpo, croyant qu'il leur était favorable, de trouver la réincarnation du panchen-lama. Le dalaï-lama propose à Pékin de dépêcher une délégation de hauts dignitaires religieux pour « assister » Chadrel Rinpoché. Mais l’offre est rejetée par la Chine, qui la qualifie de « superflue ». Le dalaï-lama et les autorités tibétaines commencent à organiser les recherches pour trouver sa réincarnation suivant les traditions tibétaines. Au Tibet, Chadrel Rinpoché retient trois enfants aux qualités remarquables. Parmi eux, le petit Gendhun Choekyi Nyima, âgé de six ans, fils de nomades tibétains. Chadrel Rinpoché informe une équipe envoyée clandestinement au Tibet par le dalaï-lama. Gendhun aurait reconnu sans hésiter les biens du défunt Lama. Il aurait d'ailleurs déclaré à ses parents : « Je suis le panchen-lama. Mon monastère est le Tashilhunpo. » Le 14 mai 1995, après avoir étudié les différents candidats, le petit Gendhun Choekyi Nyima fut officiellement reconnu par le dalaï-lama comme étant le onzième panchen-lama. Fils de Kunchok Phuntsok et Dechen Choedon, il est né le 25 avril 1989 dans la ville de Nagchu.
Trois jours plus tard, le 17 mai 1995, Gendhun Choekyi Nyima et ses proches furent portés disparus et certaines rumeurs laissèrent croire qu'ils avaient été enlevés et emmenés à Pékin. Chadrel Rinpoché, lui, est immédiatement arrêté et emprisonné pour avoir informé le dalaï-lama. Un an plus tard, Pékin avouait détenir le panchen-lama, ce qui en faisait le plus jeune prisonnier politique au monde. En 1996, son cas fut examiné par le Comité des Droits de l'Enfant de l'ONU et les autorités chinoises admirent pour la première fois avoir « pris l'enfant pour sa sécurité » quand la question du panchen-lama fut abordée. Le Comité demanda à rendre visite à Gendhun, mais les autorités chinoises ne donnèrent pas leur accord. Le dossier n'a pas avancé depuis lors. Aujourd'hui[Quand ?], il serait toujours détenu par les autorités chinoises. Pour les Tibétains et les bouddhistes de l'école tibétaine, il est le onzième panchen-lama, l'un des plus hauts dignitaires du bouddhisme tibétain. Une alerte AMBER mondiale a été lancée[Quand ?] par le monastère de Tashilhunpo en Inde (rétabli en 1972) et une récompense est promise à toute personne fournissant une information permettant d'entrer en contact avec le panchen-lama.
Selon le gouvernement de la République populaire de Chine, le panchen-lama doit être désigné par un tirage au sort effectué dans une urne d'or avant d'être reconnu par le gouvernement central. Cependant, le dixième panchen-lama lui-même avait fait une déclaration qui fut citée dans une publication officielle chinoise : « Selon l'histoire tibétaine, la confirmation du dalaï-lama ou du panchen-lama doit être mutuellement reconnue ».
L'alpiniste Serge Kœnig, fondateur d'une école de guides de montagne pour jeunes Tibétains à Lhassa, se demande, à propos de cette affaire, comment le gouvernement tibétain en exil et l'oracle de Nechung ont pu ne pas anticiper la réaction chinoise et savoir que l'absence de concertation avec Pékin signifiait « 'sacrifier' l'enfant... et provoquer un battage médiatique contre la Chine ».
En mars 2010, Padma Choling, président tibétain du gouvernement de la région autonome du Tibet, a indiqué que le garçon vivait maintenant comme citoyen ordinaire du Tibet. « Ses frères et sœurs cadets vont à l'université ou ont déjà commencé à travailler », a-t-il déclaré. « Ce garçon est une victime. Lui et sa famille ne veulent pas être dérangés et souhaitent mener une vie ordinaire.

## Précédentes incarnations des panchen-lamas
Dans la lignée tibétaine du panchen-lama, on considère qu'il y a eu quatre émanations indiennes et trois tibétaines du Bouddha Amitabha avant le premier panchen-lama. La lignée commence avec Subhuti, un des disciples d'origine du Gautama Bouddha.
1. Subhuti
2. Yashas
3. Bhavaviveka
4. Abhayakaragupta (en)
5. Gö Lotsawa
6. Sakya Pandita
7. Yungtön Dorjepel